# Riserva naturale provinciale Oasi della Contessa
La Riserva naturale provinciale Oasi della Contessa è un'area naturale protetta della regione Toscana istituita nel 2004. Occupa una superficie di 89 ha nella provincia di Livorno, di cui 22 sono di zona umida, nella restante area della riserva bonificata durante gli anni ottanta.
La zona umida della Contessa costituisce anche un sito di interesse comunitario detto "Padule di Suese", limitrofo allo Stagno del Biscottino.